# Балакта (река)
Бала́кта (Балагта) — река в Бурятии, Россия. Правый приток нижнего течения Тиссы, в бассейне Оки, впадающей в Братское водохранилище. Течёт по территории Окинского района.
Длина реки составляет 44 км. Площадь водосборного бассейна в 4,2 км от устья — 240 км². Среднегодовой расход воды около устья с 1980 по 1984 гг — 1,15 м³/с.
| Средний расход воды (м³/с) реки Балакта по месяцам с 1980 по 1984 гг. (замеры производились на гидрологическом посту в районе улуса Балакта, в 4,2 км от устья) |

Балакта начинается юго-западнее горы Зарод, высотой 2344 м. Течёт в основном на север. В среднем течении принимает слева приток из озера Бильчир-Нур, располагающегося на высоте 1602 м над уровнем моря. Устье Балакты находится в 5 км по правому берегу Тиссы, ниже одноимённого улуса.
Именованные притоки (от истока): Боролжота, Хара-Жалга (правые).
По данным государственного водного реестра России, река относится к Ангаро-Байкальскому бассейновому округу, речной бассейн — Ангара, речной подбассейн — Ангара до створа гидроузла Братского водохранилища, водохозяйственный участок — Ока.